# NGC 3273
NGC 3273 is een lensvormig sterrenstelsel in het sterrenbeeld Luchtpomp. Het hemelobject werd op 3 mei 1834 ontdekt door de Britse astronoom John Herschel.

## Synoniemen
- ESO 375-49
- MCG -6-23-45
- AM 1027-350
- PGC 30992